# Marzena Diakun
Marzena Diakun (Koszalin, voivodato de Pomerania Occidental, Polonia, 3 de abril de 1981) es una directora de orquesta polaca. Desde diciembre de 2021 es la directora titular de la Orquesta y Coro de la Comunidad de Madrid.

## Biografía

### Estudios
Diakun terminó sus estudios de dirección en 2005, los cuales realizó con Mieczysław Gawronski en la Academia de Música Karol Lipinski en Breslavia. Posteriormente realizó un posgrado en la Universidad de Música y Arte Dramático de Viena; ahí estudió con Uroš Lajovic. También estudió dirección con Kerry Woodward en el Conservatorio Saxion Hogeschool de Enschede. Con Nippy Noya estudió percusión latina.
En 1999 tomó una clase maestra con Jerzy Salwarowsk; en 2001 con Marek Tracz; y en 2003 con Gabriel Chmura. Más tarde, en 2003, recibió cursos maestros con Colin Metters, Howard Griffiths y David Zinman en Zúrich, y en 2004, con Kurt Masur. En 2011 tuvo clases de dirección con Pierre Boulez en el Festival de Lucerna.
En el 2010 se doctoró en Artes Musicales en la Academia de Música de Cracovia.

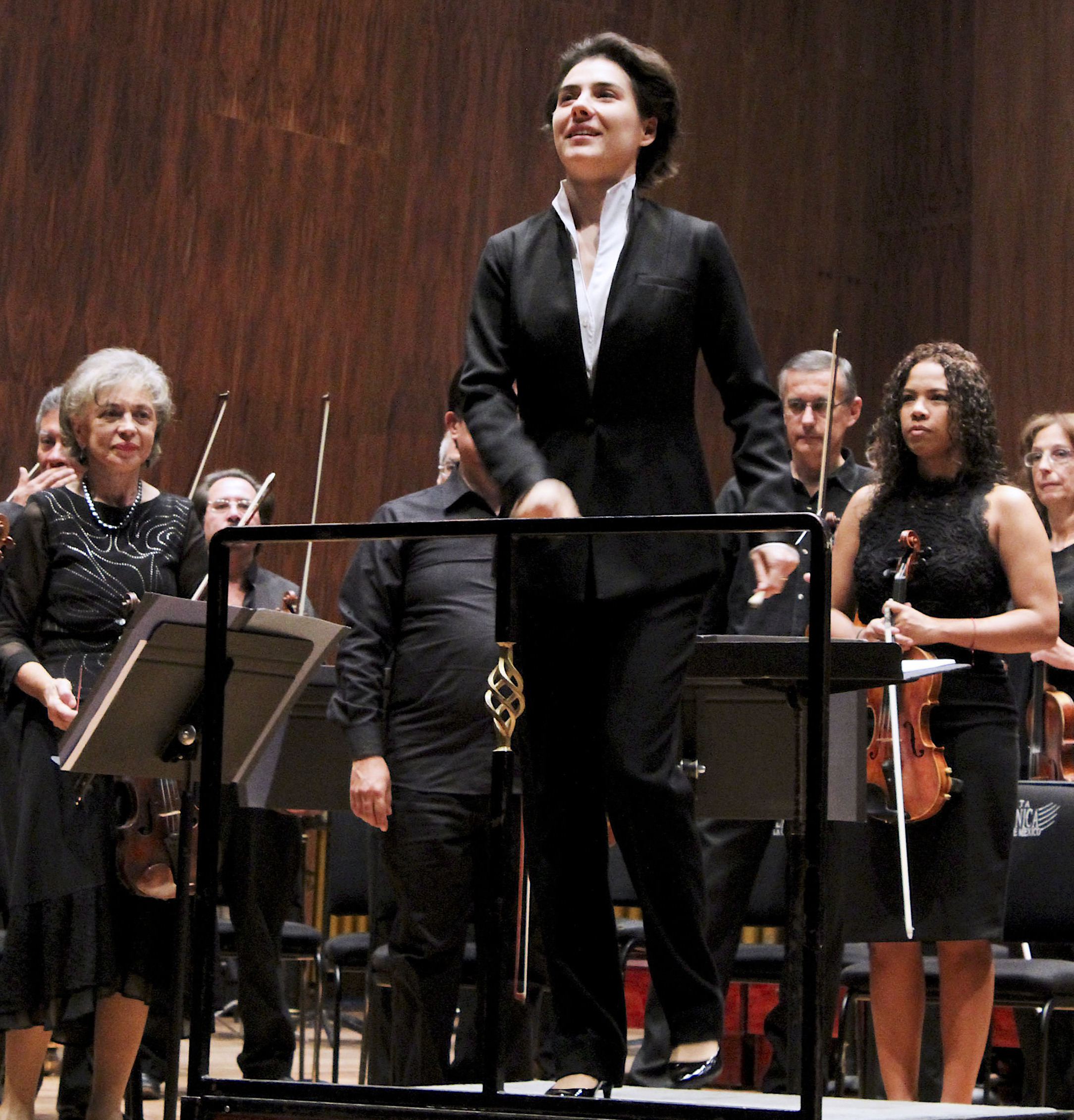
Marzena Diakun con la Orquesta Filarmónica de la Ciudad de México, en la Sala Silvestre Revueltas del Centro Cultural Ollin Yoliztli.

### Carrera artística
Su debut fue en el 2002, cuando cursaba sus estudios, dirigiendo en la gala sinfónica de la «International Percussion Music Days» de Koszalin, en su edición 17, y repitió en la edición 18.
Ha interpretado con diversas orquestas, particularmente con la Orquesta Académica en Breslavia y Cracovia. También ha dirigido a la Orquesta Filarmónica de Koszalin, lo mismo que a la Orquesta Nacional de la Radio y Televisión de la República Checa, la Orquesta Sinfónica de la Radio Nacional de Polonia, la Sinfonietta Zilina y las Orquestas Filarmónicas de Wroclaw, Zielona Gora, Rzeszow y Kielce. Ha sido directora asistente de la Orquesta Filarmónica de Radio Francia. En el 2019, participó en la tercera temporada de conciertos de la Orquesta Filarmónica de la UNAM, en la Sala Nezahualcóyotl.
Ha dado clases en la  Academia de Música Karol Lipinski de Breslavia y también imparte clases de dirección orquestal desde el 2013.
En febrero del 2020 dirigió la Frost Symphony Orchestra en la ronda final del Concurso Nacional de Piano Chopin de los Estados Unidos, en la que los finalistas interpretaron los conciertos para piano del compositor polaco.
En diciembre de 2021, fue nombrada directora titular de la Orquesta y Coro de la Comunidad de Madrid (ORCAM), sucediendo a Víctor Pablo Pérez. Esta es la primera vez en que Diakun fue nombrada como directora titular de una orquesta, siendo la segunda vez que una mujer es directora titular de una orquesta sinfónica en España.

## Premios y distinciones
- 2006 - Finalista en el IV Concurso Internacional de Dirección Lutoslawski para jóvenes directores en Białystok.
- Premio “Stoart” a la mejor directora polaca en el Concurso Internacional Fitelberg en Katowice.
- Semifinalista en el Concurso Donatella Flick en Londres.
- 2007 - Segundo premio en el Concurso Internacional de Dirección “Prague Spring”.
- 2013 - "Koszalin Eagle" - Premio Presidente de Koszalin
- 2015 - Premio "Kreatywni Wrocławia"
- 2015 - Nominación al "Premio de la Música de Wrocław"
- 2016 -  "Pasaporte Polityka", premio al mejor artista de música clásica[9]

## Discografía
- Pierre Henry: La Dixième Symphonie, Hommage à Beethoven. Orchestre Philharmonique de Radio France, Orchestre du Conservatoire de Paris. Marzena Diakun, Bruno Mantovani, Pascal Rophé. Alpha Classics. 2019[10]